# Takahashi Meijin no Bōken Jima IV
Takahashi Meijin no Bōken Jima IV (高橋名人の冒険島Ⅳ "Master Takahashi's Adventure Island IV"?), o sólo Adventure Island IV es un videojuego de plataformas de 1994 lanzado por Hudson Soft para la Family Computer; fue el último juego lanzado para la consola en Japón. El juego nunca se lanzó fuera de Japón.

## Jugabilidad
A diferencia de las entradas anteriores de la serie Adventure Island, Bōken Jima IV juega menos como un juego de plataformas lineal y más como un juego de plataformas de acción/aventura, similar a los juegos posteriores de Wonder Boy. Adventure Island IV también tiene un sistema de contraseña único que los juegos anteriores de la serie no tenían. También cuenta con un elemento de huevo que permite al personaje del jugador teletransportarse al pedestal donde el jugador lo coloca. Hay una gran variedad de armas para elegir, que el jugador puede desbloquear durante todo el juego. Se pueden ganar muchos elementos especiales en carreras y desafíos, como un elemento de ángel/hada que permite que el personaje del jugador reaparezca una vez, en el lugar donde perdió todos los corazones e incluso una brújula que actúa como un mapa que muestra al jugador con una flecha a donde ir. Mientras que en los juegos anteriores de Adventure Island el personaje del jugador tenía un medidor de comida y cuando se agota, el jugador pierde una vida, en Adventure Island IV, el jugador simplemente recolecta 8 alimentos para recuperar 1 corazón como salud.

## Historia
El malvado Eggplant Wizard secuestra a los dinosaurios amigos de Master Higgins y más tarde a su novia Tina, Master Higgins comienza una aventura para salvarlos y detener a la malvada berenjena de una vez por todas.

## Niveles/Etapas
La trama comienza en la casa del jugador. Todos los dinosaurios son secuestrados por una presencia maligna y hay que ir salvándolos uno por uno y cada uno servirá para recorrer las diferentes etapas del juego.
Primera etapa: Fácil del todo, está compuesta por playas y pequeñas cuevas. Para acceder a la parte final de las cuevas con lagunas subterráneas se debe matar a un murciélago súper desarrollado para ganarse un martillo de piedras el cual desbloqueará el camino bloqueado por una roca. El jefe final es una estatua que con su dedo hace rebotar una bola de piedra de manera constante, y al caer pequeñas piedras del tumbado esa bola da más rebotes.
Segunda etapa: Consiste en cuevas con charcos de lava y un camino de volcanes. Se la desbloquea destruyendo al jefe de la anterior etapa. Aquí es donde se desbloquea al primer dinosaurio que es el rojo (de lava) y este a su vez como agradecimiento obsequia una antorcha la cual servirá para iluminar las cuevas más profundas y oscuras dando luz a las lámparas de fuego. De la misma forma también funciona el aliento de fuego del dinosaurio rojo. Se encuentra en la parte inferior izquierda de la casa del jugador y por ese mismo camino también se encuentra el camerino de los 5 dinosaurios (designados según sus símbolos: Espada, Corazón, Trébol, Diamante y Estrella), pero como hasta aquí solamente se desbloqueó al dinosaurio de la espada los demás camerinos permanecerán vacíos hasta poder salvar a los 5 dinosaurios. Para continuar el camino sin problemas se debe matar a una cobra saltarina desarrollada para ganarse una pistola de agua la cual revivirá a las plantas muertas que estando vivas se convierten en pequeños trampolines. Al perder un dinosaurio no se muere para siempre, se lo puede recuperar ingresando nuevamente a los camerinos para montarlo pero se tendrá que recorrer nuevamente todo el camino hasta dar con el jefe final que en esta etapa es una gran bola de fuego que al ser destruida se divide en 2, y más adelante en 4, volviéndose a la vez más hiperactivas y rápidas.
Tercera etapa: Esta etapa está congelada del todo. Su entrada se encuentra en una de las pequeñas cuevas encontradas en la primera etapa, donde antes se encontraba un pequeño charco de lava pero ahora desapareció porque se mató al jefe final de la etapa anterior. Al llegar a esta etapa se desbloqueó al dinosaurio azul del corazón, que también como agradecimiento por ser rescatado regala unos esquíes para patinar más rápido sobre el hielo y la nieve, y así saltar grandes agujeros. Para poder iniciar el viaje se debe ganar una flecha la cual se la obtiene matando a una morsa de hielo, y clavar esa flecha apuntando hacia arriba a un corcho el cual transporta al otro lado de un gran agujero. Casi a la mitad del camino se encuentra un pingüino el cual no permite pasar si no se gana primero el poder (P). Para ganarlo se debe contar con más de 3 frutas acumuladas o mejor si son 7 así se hará más fácil el desafío, consiste en empujar al pingüino al precipicio y no dejar que este empuje al jugador; el jugador ya podrá empujar bloques pesados. De esta manera ya se puede continuar el camino sin más interrupciones. El jefe final es una cabeza de robot que alza cubos de hielo para arrojarlos sobre el jugador.
Cuarta etapa: Esta etapa tendría que haber sido de nubes pero se trata de una tierra de cristales y diamantes. Aquí es donde se rescata al pterodáctilo lila (el dinosaurio del trébol), que de igual forma que los dinosaurios anteriores regala un paraguas el cual al abrirlo hace que el jugador tarde más de lo normal en caer y permita saltar grandes agujeros. Se encuentra antes del final de la primera etapa antes de entrar a las cuevas húmedas por la parte de encima, acá se encontraba un cubo de hielo que bloqueaba la entrada a ese lago misterioso pero desapareció porque el jefe de la etapa congelada ya fue destruido. Al otro lado del lago el camino está obstaculizado por un gran cristal el cual sólo podrá ser destruido con un martillo especial rompecristales el cual se la puede obtener luchando contra un pulpo hiper-desarrollado. También a la mitad del camino se encuentra un conejo el cual no permite pasar si no se gana antes el poder (J). Consiste en correr más rápido que el conejo y al mismo tiempo saltar unos obstáculos antes de que el conejo llegue a la meta. Desde aquí se notará una leve mejora en los saltos del personaje pues se harán un poco más altos. El jefe final es una tarántula mecanizada de cristal que lanza rayos al tumbado con su cristal mágico y estos se convierten en cuarzos que intentan aplastar al jugador.
Quinta etapa: Su entrada se encuentra poco antes de llegar a los camerinos de los dinosaurios, casi en el mismo lugar que la entrada a las cuevas de lava pero en la parte superior. Estaba bloqueada por un gran diamante pero este desapareció al vencer al enemigo de la cuarta etapa. Esta etapa tendría que haber sido acuática pero sin embargo es mayormente desértica, y aún no se rescató al dinosaurio verde de la estrella que impide hundirse en las arenas movedizas. Acá se rescató al dinosaurio fucsia acuático pero es casi inútil en esta etapa excepto casi al principio del camino que se encuentran varias lagunas pero no hay objetivos principales aquí. Acá es de más utilidad el pterodáctilo lila ya que es una etapa más difícil de lo normal, y uno de los objetivos principales se encuentra en el cielo donde se debe correr más veloz que un mapache y así poder ganar el poder (D) que permite ingresar al camino desértico y más tarde a un laberinto dentro de una pirámide; al ganar este poder el jugador podrá esprintar y correr, cosa que en anteriores etapas no se podía realizar. Los ítems que se ganan aquí es una tabla de surf obsequiada por el dinosaurio acuático que permite flotar con velocidad sobre el agua, y el búmeran que se lo obtiene matando al esqueleto de un murciélago en una de las puertas de la pirámide. Este bumerán también es requisito indispensable para poder llegar a la parte final de la pirámide pues una entrada está trancada por una puerta de ladrillos, y disparando a un interruptor dicha puerta se suspende y se abre el camino. El jefe final es un fantasma de un solo ojo que boxea y cuando está a punto de morir dispara agresivamente al jugador.
Sexta etapa (Final): Esta etapa de igual manera iba a ser desértica pero se trata de cuevas endemoniadas que se encuentran justo a la izquierda de la casa del jugador luego de que desapareciera una gran palmera. Al rescatar a los 5 dinosaurios esta vez es la Novia del jugador quien es secuestrada por esa presencia maligna y se puede utilizar a cualquiera de los dinosaurios en especial los más fuertes para que el camino se haga algo menos difícil, los mejores candidatos son el pterodáctilo y el dinosaurio verde de la estrella que acaba de ser rescatado. Este dinosaurio regala una patineta que permite ir mucho más veloz de lo normal en cualquier territorio y acá es donde finalmente se obtiene el arma principal del jugador de las anteriores entregas del juego que es el clásico Hacha, que es el doble o casi el triple de fuerte que el básico hueso que se lo obtiene por defecto al inicio del juego. De igual forma que en la pirámide el hacha sirve para desbloquear una puerta luego de haber matado al esqueleto de una cobra que salta sobre la arena movediza. El jefe final resulta ser nada menos que la Berenjena Venenosa, la misma que le quitaba energía a Master Higgins en las anteriores entregas sólo que ahora se convirtió en rey y está súper desarrollado. Las cuevas a la izquierda de la casa de Master Higgins eran su castillo y él fue el secuestrador de los dinosaurios y también de su novia. No solamente dispara en instantes sino que también arroja a sus crías que pueden ser 1 mediana o 3 muy pequeñas y bastante inquietas. Esta etapa es la más difícil pero una vez superada finalmente la novia de Master Higgins es rescatada y desembolsada.

## Items especiales
Huevo teletransportador: Se lo puede obtener casi al inicio del juego a la derecha de la casa del jugador. Lo entrega el mismo gran dinosaurio rojo que ayudaba a saltar de isla en las anteriores entregas del juego, pero como este ya se encuentra viejo y cansado por ese motivo obsequia este huevo que al situarlo en los indicadores ayuda a teletransportarse de un lugar a otro sin necesidad de recorrer largas distancias.
Brújula: Al seleccionarla muestra un mapeado de dónde aproximadamente se encuentra un jefe final, o qué dirección se debe seguir para poder dar con los objetivos. Se lo puede ganar compitiendo contra un cangrejo cocotero escalando más rápido que él. Este desafío se encuentra en la primera etapa del juego casi a medio camino.
Corazón rojo: Al tomarlo recarga una vida y rellena un corazón negro (vida perdida). Se lo puede obtener también compitiendo contra el cangrejo.
Poción energizante: Al tomarla recarga las vidas al máximo rellenando todos los corazones negros de rojo. También se lo puede ganar compitiendo contra el cangrejo.
Ticket de regreso a casa: Sin importar cuán lejos se pueda estar, al tomarla lleva de inmediato a casa del jugador. Pero no puede funcionar 2 o más veces al igual que la Brújula. Se lo debe obtener compitiendo nuevamente contra el cangrejo como en el caso de la Poción mágica o el Corazón rojo. 
Hada madrina: No funciona exactamente como en las anteriores entregas del juego pero si se la posee ayuda a tener una segunda oportunidad al perder todas las vidas en un nivel o batalla contra un jefe final, sin tener que regresar a casa con las manos vacías y con todo el progreso perdido. Sólo se la puede ganar acertando 20 objetivos en los desafíos de Tiro al blanco con la Pistola de agua, o aplastando topos con el Martillo de piedras, o ponchando globos con la Flecha. Para tener mejor suerte de igual forma que en los desafíos clásicos se debe tener más de 3 frutas para lograr acabar con los 20 objetivos con mayores probabilidades.

## Otros ítems
Pollo: Aparece dentro de un huevo en algunas cuevas secretas. Y también matando a algunos cuervos cantores, si es que estos aparecen. Recarga los corazones de vida al máximo.
Medio corazón ó Corazón entero: Aparece de igual manera en algunas habitaciones secretas. Al ganarlos aumenta un espacio de vida del jugador. Son difíciles de tomar, por lo que aparecen interruptores que al pisarlos activan plataformas que facilitan su acceso. Un medio corazón no funcionará hasta que se gane otra mitad y se convierta en uno entero.
Bomba: Aparece en algunas áreas donde hay muchos enemigos. Al explotar todos los enemigos en pantalla desaparecen. Pero si el personaje está muy cerca de ahí también sale afectado y pierde una vida.
Murciélago anaranjado: Funciona de manera similar a la Berenjena venenosa de las anteriores entregas. Quita todas las frutas acumuladas sin dejar ninguna, a diferencia de que este no mata al personaje. Sólo aparece en la cueva de agua de la primera etapa. 

## Curiosidades
Al entrar a la casa del jugador, mientras su novia le acompaña y se elige una cama para dormir, al hacerlo se recargan todas las vidas perdidas en unos segundos. Y en la parte superior de la pantalla aparece un código que se lo puede utilizar al reiniciar el juego e ingresarlo eligiendo la opción Password. Al ingresarlo correctamente se reanudará el juego hasta el punto que se lo jugó sin perder el progreso avanzado.